# Park Narodowy Maiko
Park Narodowy Maiko (fr. Parc National de la Maiko) – park narodowy we wschodniej części Demokratycznej Republiki Konga o powierzchni 10830 km², założony w 1970 roku. Obejmuje trudno dostępne tereny wilgotnych lasów równikowych. Żyje tu wiele zagrożonych wyginięciem gatunków zwierząt, m.in. goryl wschodni nizinny (Gorilla beringei graueri), okapi leśne i paw kongijski.